# 刘铮 (解放军)
刘铮（1954年—），辽宁营口人。汉族。二炮工程学院电子与通信工程专业毕业。中国人民解放军中将。曾任中国人民解放军总后勤部副部长。
长期在总后勤部服役，曾任总后司令部通信自动化局局长、司令部后勤工作研究室副主任、司令部副参谋长。2009年，担任总后勤部司令部参谋长。2012年12月，升任总后勤部副部长。
2006年晋升少将军衔，2014年8月，晋升中将军衔。2015年1月15日，中国军方确认刘铮因涉嫌违法犯罪，2014年11月军事检察机关对其立案侦查。因涉嫌受贿犯罪，总后勤部选举委员会组织召开总后勤部军人代表大会决定罢免其第十二届全国人民代表大会代表职务，于2015年2月27日终止其人大代表职务。